# Moorabool Shire
Moorabool Shire is een Local Government Area (LGA) in Australië in de staat Victoria. Moorabool Shire telt 27.150 inwoners. De hoofdplaats is Ballan.